# Angelika Berlejung
Angelika Berlejung (* 1961 in Heidelberg) ist eine deutsche evangelische Theologin auf dem Gebiet des Alten Testaments sowie Altorientalistin.

## Leben und Wirken
1980 begann Angelika Berlejung an der Universität Heidelberg ein Studium der Theologie, der Assyriologie und der Semitistik, wechselte an die Universität München und beendete das Studium 1988. Ab 1986 hielt sie sich zu Studienzwecken auch in Brüssel, Berlin und London auf. Einen Lehrauftrag für das Alte Testament erhielt sie an der Universität Koblenz-Landau 1992/1993, 1993 ging sie als wissenschaftliche Assistentin an die Universität Rostock und 1995 an die Universität Heidelberg, wo sie zwei Jahre lang wirkte.
1997 wurde Berlejung in Heidelberg zum Doktor der Theologie promoviert. Ihre Dissertation trägt den Titel Die Theologie der Bilder. Herstellung und Einweihung von Kultbildern in Mesopotamien und die alttestamentliche Bilderpolemik. Einen Lehrauftrag für Theologie erhielt sie im Folgejahr an der Universität Freiburg (Schweiz). Außerdem wurde ihr 1998 der Ruprecht-Karls-Preis verliehen. Schon im nächsten Jahr wurde sie an der Katholieke Universiteit Leuven Professorin für die Sprachen und Kulturen in Syrien und Palästina.
2002 wirkte Berlejung an der Encyclopedia of the Material Culture in the Biblical World mit, 2003 war sie Dozentin an der Humboldt-Universität zu Berlin und wurde 2004 als ordentliche Professorin für alttestamentliche Wissenschaft an die theologische Fakultät der Universität Leipzig berufen. Dort wirkt sie bis heute. An der Universität Basel war sie zwischendurch 2006 Gastdozentin, arbeitete 2007 als Co-Direktorin an der Ausgrabung in Qubur al-Walayida mit und war 2008 Gastprofessorin in Stellenbosch sowie in Pretoria. In diesem Jahr begründete sie mit Joachim Friedrich Quack und Annette Zgoll auch die Reihe Oriental Religions in Antiquity und wurde zum Vorstandsmitglied des Deutschen Vereins zur Erforschung Palästinas ernannt (bis 2012), für den sie gemeinsam mit Jens Kamlah die Zeitschrift des Deutschen Palästina-Vereins herausgab. 2009 wurde sie zum außerordentlichen Professorin am Department of Ancient Studies der Universität Stellenbosch/Südafrika ernannt. Seit 2014 ist sie Co-Direktorin der Ausgrabung in Aschdod-yam (Israel) gemeinsam mit Alexander Fantalkin der Universität Tel Aviv.
Seit 2015 ist sie Co-Direktorin des Minerva-Zentrums, Research on Israel and Aram in Biblical Times gemeinsam mit Aren Maeir (Bar-Ilan-Universität/Israel), mit dem sie auch die Reihe Research on Israel and Aram in Biblical Times herausgibt. 2017 wurde sie an der Bar Ilan Universität zum Visiting Honorary Full Professor for Biblical Archaeology ernannt, im selben Jahr, am 10. Februar 2017 wurde sie zum ordentlichen Mitglied der Sächsischen Akademie der Wissenschaften gewählt. Seit 2018 ist sie Mitglied diverser wissenschaftlicher Boards wie des Journal for Religion and Transformation in Contemporary Society (Open Access Univ. Wien), des Projekts „Transforming Memories of Collective Violence“ (Basel) oder des Expert Panels der Research Foundation Flanders (FWO) Cult4 (Theology and Religion Sciences) Bruxelles/Belgium und leitet gemeinsam mit Gideon Bohak (Universität Tel Aviv) das Projekt „Between Materiality and Scribal Magic: West-Semitic Textual Amulets from the First Millennium BCE to the Rise of Islam“. Berlejung befasst sich mit der Geschichte und Religionsgeschichte Israels und seiner Umwelt, mit der altorientalischen Ikonographie, mit semitischer Epigraphik, Palästinaarchäologie sowie Kulturanthropologie.

## Veröffentlichungen (Auswahl)
- Die Theologie der Bilder. Herstellung und Einweihung von Kultbildern in Mesopotamien und die alttestamentliche Bilderpolemik. Freiburg (Schweiz), Göttingen 1998; ISBN 978-3-525-53308-6.
- Gemeinsam mit J.C. Gertz, K. Schmid, M. Witte, Grundinformation Altes Testament, Kap. „Quellen und Methoden“ sowie „Geschichte und Religionsgeschichte des antiken Israel“, Göttingen 2006, 20072, 19-185  Gemeinsam mit J.C. Gertz, K. Schmid, M. Witte, Grundinformation Altes Testament, erweiterte und überarbeitete Auflage, Kap. „Quellen und Methoden“, „Geschichte und Religionsgeschichte des antiken Israel“ sowie das „1. Buch der Makkabäer“ und das „2. Buch der Makkabäer“, Göttingen 20083, 20104, 20165, 21-192.569-584  Gemeinsam mit J.C. Gertz, K. Schmid, M. Witte, Handbook of the Old Testament, T&T Clark, New York/London 2012
- Kleine Schriften mit großer Wirkung – zum Gebrauch von Textamuletten in der Antike. In: Schriftträger – Textträger : zur materialen Präsenz des Geschriebenen in frühen Gesellschaften / [Internationales Kolloquium Textträger/Schriftträger, Sommersemester 2010 Universität Heidelberg], ISBN 9783110371345.
- Die Aramäer in Palästina und im Alten Testament. In: D. Weltecke (Hg.): Neue aramäische Studien. Geschichte und Gegenwart. Schola Nisibina 1, Frankfurt u. a. 2017, 17-46.
- Masks in the Old Testament? Masks in Ancient Palestine/Israel! In: A. Berlejung/J. Filitz (Hg.): The Physicality of the Other: Masks as a Means of Encounter / Die Leibhaftigkeit des Anderen: Masken als Medium der Begegnung. ORA 27, Tübingen 2018.
- Katalog der anthropomorphen Masken der südlichen Levante vom präkeramischen Neolithikum B bis zum Beginn der hellenistischen Zeit (9. Jt. –4. Jh. v. Chr.). In: A. Berlejung/J. Filitz (Hg.): The Physicality of the Other: Masks as a Means of Encounter/Die Leibhaftigkeit des Anderen: Masken als Medium der Begegnung. ORA 27, Tübingen 2018, 397-550.

Herausgeberschaft
- Hrsg. mit Aren Maeir: Researches on Israel and Aram: Autonomy, Interdependence and Related Issues. Proceedings of the First Annual RIAB Center Conference, Leipzig, June 2016. (Research on Israel and Aram in Biblical Times (RIAB), Vol. 1.) Tübingen 2019, ISBN 978-3-16-157719-2.
- Hrsg. mit Christian Frevel: Handbuch theologischer Grundbegriffe zum Alten und Neuen Testament (HGANT). Darmstadt 2016 (5. Aufl.), ISBN 978-3-534-26774-3.
- mit Jan Christian Gertz (Hrsg.): Grundinformation Altes Testament. Göttingen 2010 (4. Aufl.) ISBN 978-3-8252-2745-6.
- mit Bernd Janowski und Gernot Wilhelm (Hrsg.): Briefe. (Texte aus der Umwelt des Alten Testaments, Bd. 3), Gütersloh 2006, ISBN 978-3-579-05287-8
- Hrsg. mit Raik Heckl: Mensch und König – Studien zur Anthropologie des Alten Testaments. Freiburg im Breisgau 2008, ISBN 978-3-451-29638-3.
- Hrsg. mit Bernd Janowski: Tod und Jenseits im alten Israel und in seiner Umwelt. (Konferenzschrift, Leipzig 2007), Tübingen 2009, ISBN 978-3-16-149776-6.
- Helga Weippert: Unter Olivenbäumen. Studien zur Archäologie Syrien-Palästinas, Kulturgeschichte und Exegese des Alten Testaments. Gesammelte Aufsätze, Festgabe für Helga Weippert zum 4. Mai 2003, Hrsg.: Angelika Berlejung und Hermann Michael Niemann, Münster 2006, ISBN 978-3-934628-68-7.